# Bitva u Auscula
Bitva u Auscula byla bitva, která se odehrála poblíž Auscula (nyní italská obec Ascoli Satriano v Apulii v provincii Foggia) v roce 279 př. n. l. Není dobře zdokumentovaná, ale má se za to, že trvala jeden nebo dva dny. Utkala se vojska Římské republiky a Pyrrha Épeirského. Bitva se odehrála během jeho tažení do jižní Itálie (tzv. Pyrrhovy války), po bitvě u Herakleie v roce 280 př. n. l., což byla první bitva války.
Zprávy o této bitvě jsou známé pouze od tří starověkých historiků: Dionýsia z Halikarnassu, Plútarcha a Cassia Dia, i když ti zase odkazují na jiné historiky, jejichž práce je již ztracena. Výsledek bitvy není přesně znám, Plútarchos uvádí, že šlo o řecké vítězství, Cassius Dio to zaznamenal jako římské vítězství. Také složení a síla obou armád jsou málo známé, každý historik nabízí značně odlišné odhady; podobně je to u délky bitvy.
Bitva u Ascula je známá především jako událost, díky které vznikl pojem „Pyrrhovo vítězství“. Úspěch vítěze natolik oslabí, že mu nakonec spíše uškodí; Pyrrhos po bitvě údajně prohlásil: „Ještě jedno takové vítězství a jsme ztraceni.“